# Georges Cheyssial
Georges Robert Cheyssial, né le 9 décembre 1907 dans le 6e arrondissement de Paris et mort le 9 avril 1997 dans le 17e arrondissement de Paris, est un peintre français.

## Biographie
Georges Cheyssial est le fils de Léon Cheyssial, cocher, et Marie Vallet, gardienne du Passage du Caire.
À 14 ans il intègre l'école des Beaux Arts de Paris dans l'atelier de Jean-Pierre Laurens et Louis Roger.
En 1929, il reçoit le second prix de Rome de peinture.
Il obtient le prix de Rome en 1932, avec son œuvre L'enfance de Jésus Christ. La même année, il épouse à Malakoff Marie Geneviève Fusillier.
Il séjourne à la Villa Médicis de Rome entre 1933 et 1937. 
Le Salon des artistes français lui accorde la Médaille d'or en 1951. 
Il est membre de l'Académie des beaux-arts, siégeant au fauteuil no 4 (élu le 5 mars 1958, au fauteuil de Georges Paul Leroux). Il reçoit la même année la médaille d'honneur du Salon des artistes français. 
En 1962, il est professeur chargé de cours à l'école nationale supérieure des Beaux-Arts.
Cheyssial est administrateur de la Fondation Dufraine (Chars) en 1970.
Il préside la Fondation Taylor de 1971 à 1995.
En 1973, il est conservateur du musée Henner (Paris).

## Élèves
- Jean-Pierre Pophillat (1937-2020).

## Distinctions
- Officier de la Légion d'honneur[Quand ?].
- Officier dans l'Ordre des Arts et des Lettres.